# Chrysobothris wagneri
Chrysobothris wagneri es una especie de escarabajo del género Chrysobothris, familia Buprestidae. Fue descrita científicamente por Kerremans en 1913.